# Gerrit Jansen

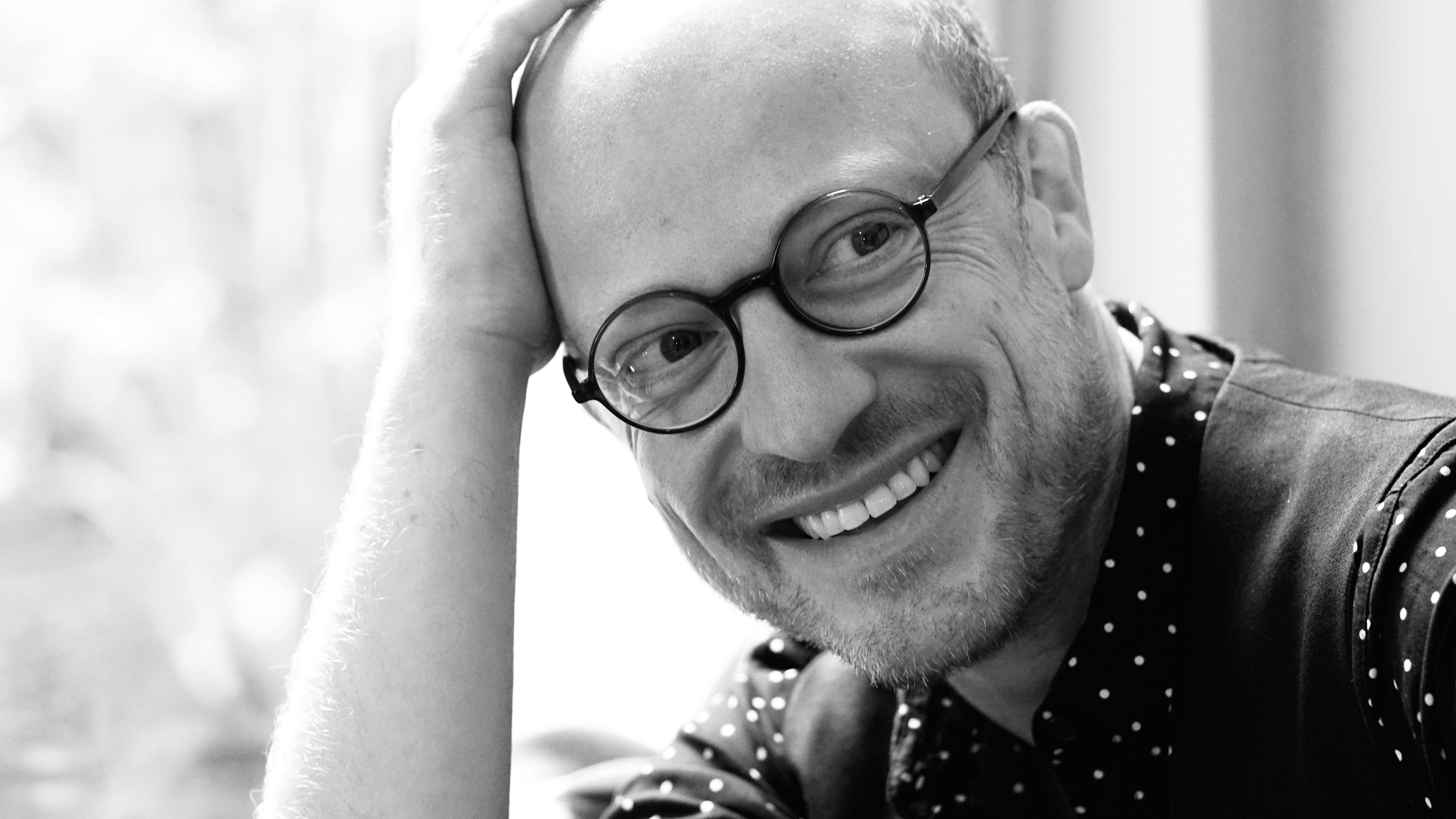
Gerrit Jansen

Gerrit Jansen (* 21. Juli 1981 in Solingen) ist ein deutscher Schauspieler.

## Leben
Jansen absolvierte von 2004 bis 2008 seine Schauspielausbildung am Max-Reinhardt-Seminar Wien. Er war am Wiener Burgtheater und am Schauspiel Köln engagiert. Derzeit ist er am Berliner Ensemble.

## Auszeichnungen

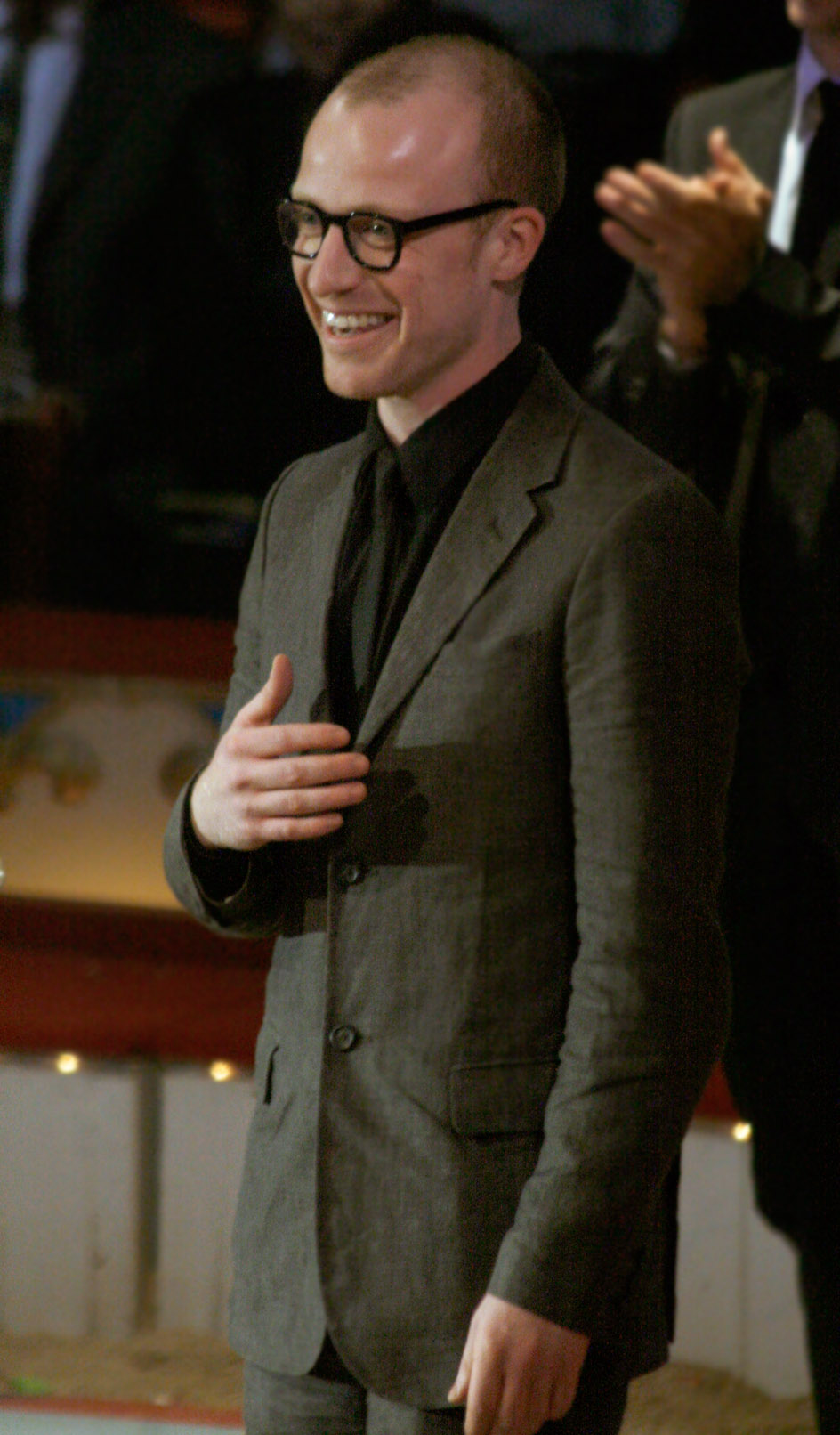
Gerrit Jansen bei der Verleihung des Nestroy-Theaterpreises 2009

- Nestroy-Theaterpreis – Bester Nachwuchs für Ende gut, alles gut am Akademietheater Wien

## Theater
Berliner Ensemble
- Gott –  Regie: Oliver Reese
- Katzelmacher – Regie: Michael Thalheimer
- Glauben und Heimat – Regie: Michael Thalheimer
- Die Möglichkeit einer Insel – Regie: Robert Borgmann
- Kriegsbeute – Regie: Laura Linnenbaum
- Krieg – Regie: Robert Borgmann
- Nichts von mir – Regie: Mateja Kolenik
- Die Dreigroschenoper – Regie: Robert Wilson
- Der Nackte Wahnsinn – Regie: Oliver Reese[2]

Schauspiel Köln
- Iwanow – Regie: Robert Borgmann
- Parzival – Regie: Stefan Bachmann
- Dogville – Regie: Bastian Kraft
- Der Kaufmann von Venedig – Regie: Stefan Bachmann
- Genesis – Regie: Stefan Bachmann
- Der Streik von Ayn Rand – Regie: Stefan Bachmann

Burgtheater
- Winterreise – Regie: Stefan Bachmann
- Nach der Oper. Der Würgeengel. – Regie: Martin Wuttke
- Romeo und Julia – Regie: David Bösch
- Perikles – Regie: Stefan Bachmann
- Zwischenbfälle, Szenen von Cami, Charms, Courteline – Regie: Andrea Breth
- Richard II. von William Shakespeare – Regie: Claus Peymann
- Geschichten aus dem Wiener Wald – Regie: Stefan Bachmann
- Der Parasit von Friedrich Schiller – Regie: Matthias Hartmann
- Lorenzaccio von Alfred de Musset – Regie: Stefan Bachmann
- WANDLUNGEN EINER EHE nach Sándor Márai – Regie: Rudolf Frey
- DIE GLOCKEN VON INNSBRUCK LÄUTEN DEN SONNTAG EIN – Regie: Ruedi Häusermann
- Das Leben der Bohème nach Akis Kaurismäki – Regie: Philip Jenkins
- Freier Fall – „Uraufführung“ Regie: Christiane Pohle
- Ende gut, alles gut von William Shakespeare – Regie: Niklaus Helbling
- Du und der Vergnügungspark – Regie: Sebastian Faust
- Romeo und Julia – Regie: Sebastian Hartmann
- Hamlet – Regie: Klaus Maria Brandauer

Festspiele Reichenau
- Drei Schwestern – Regie: Maria Happel
- Der Weg ins Freie – Regie: Maria Happel

Max-Reinhardt Seminar Wien
- Gefährliche Liebschaften – Regie: Katja Lehmann
- Little Shop of Horros – Regie: Susanne Lietzow
- Death Valley Junction – Regie: Barbara Schulte
- Bambiland – Regie: Philipp Hauß

Schumann Fest Düsseldorf
- Manfred/Lord Byron/Schumann – „Lesung“ Regie: Klaus Maria Brandauer

Altaussee:
- Ein Sommernachtstraum – Regie: Klaus Maria Brandauer

## Filmografie
- 2011: Tatort: Der Tote im Nachtzug – Regie: Lars Kraume
- 2012: Tatort: Es ist böse – Regie: Stefan Kornatz
- 2013: Danni Lowinski – Regie: Holger Schmidt
- 2014: Tatort: Der Eskimo – Regie: Achim von Borries
- 2015: ...und dann noch Paula – Regie: Joseph Orr
- 2016: Deckname Holec – Regie: Franz Novotny
- 2018: Mackie Messer – Brechts Dreigroschenfilm – Regie: Joachim A. Lang
- 2019: Das Quartett: Der lange Schatten des Todes – Regie: Vivian Naefe
- 2019–2020: Babylon Berlin – Regie: Tom Tykwer, Hendrik Handloegten, Achim von Borries
- 2024: Vorübergehend glücklich – Regie: Christine Rogoll